# Lehár-Villa

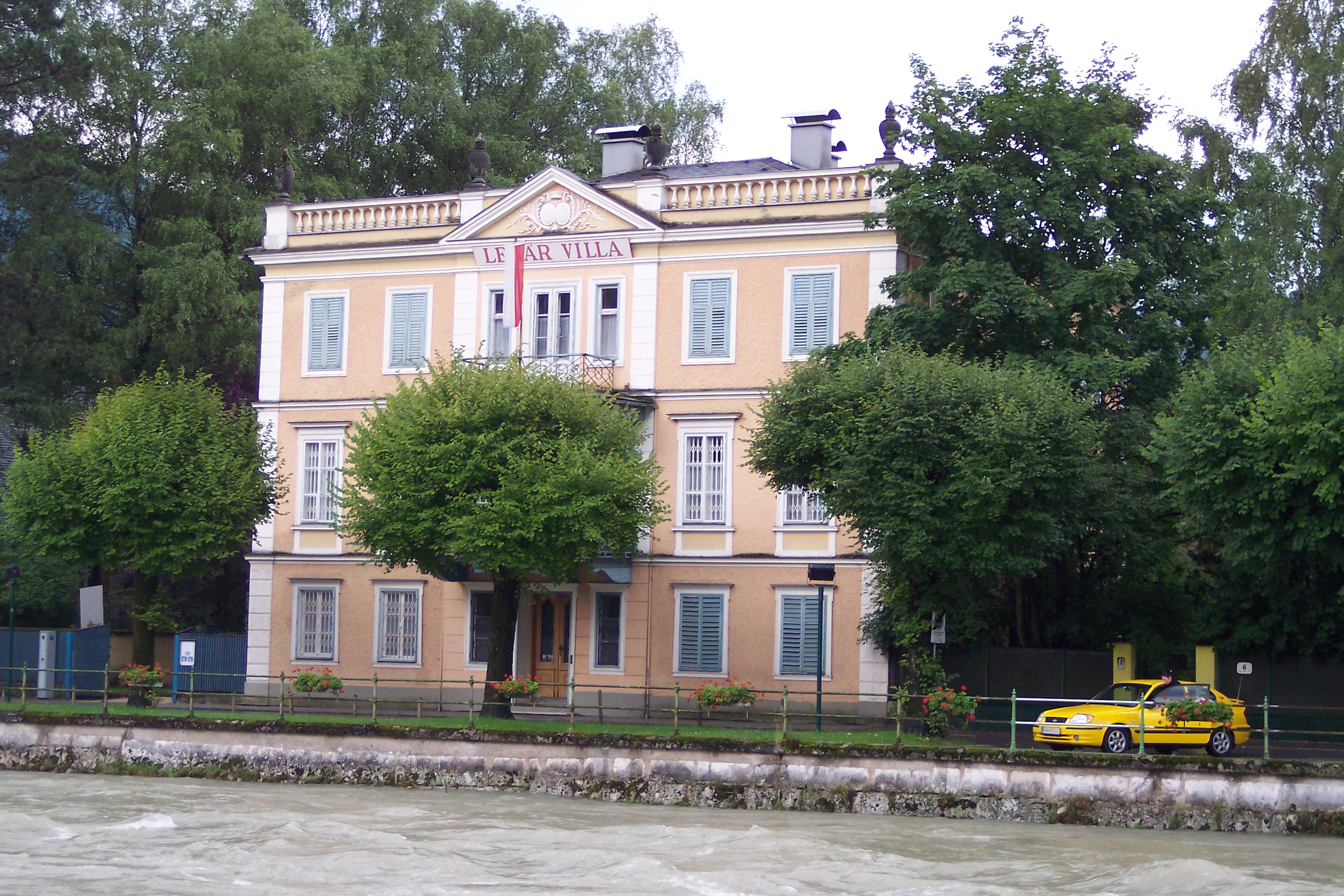
Die Lehár-Villa

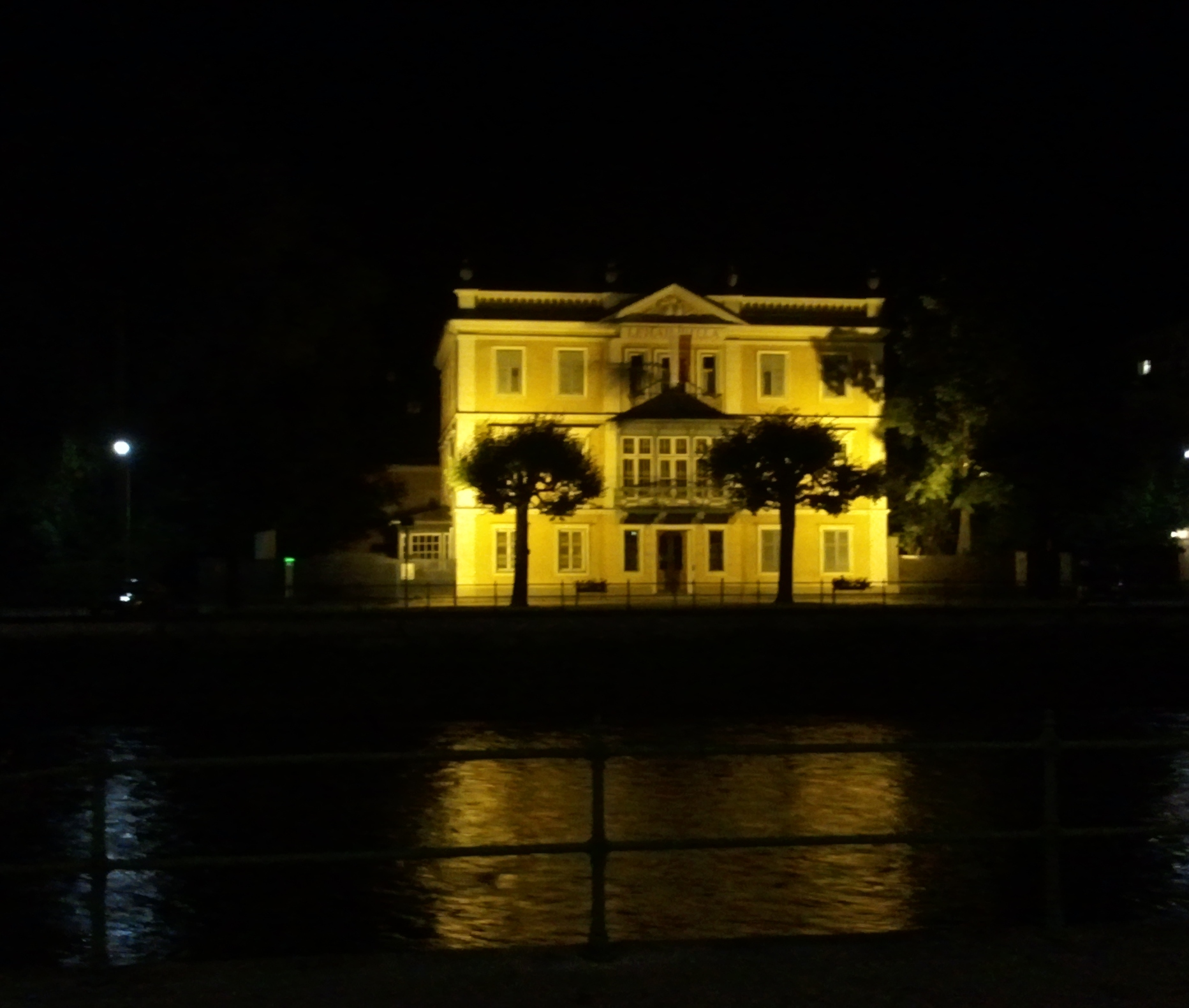
Die Lehár-Villa bei Nacht

Die Lehár-Villa in Bad Ischl am Lehár-Kai 8 im Salzkammergut war ein Anwesen von Franz Lehár. Er erwarb es 1912 von der Herzogin von Sabran und verbrachte seitdem fast jeden Sommer in diesem Haus. Heute wird es auf testamentarischen Wunsch Lehárs als Museum genutzt.
In der Villa befinden sich wertvolle Möbel aus mehreren Epochen, von denen Lehár auch einige geschenkt bekommen hat, zahlreiche Gemälde, Uhren, Skulpturen und andere Kunstgegenstände.
Das Nebenhaus am Lehár-Kai 10, in dem Franz Lehárs Frau Sophie wohnte, beherbergt seit 2021 das Salinenarchiv der Salinen Austria. Sophie übergab ihren Wohnsitz im Jahr 1940 mittels Schenkungsvertrag an ihren Mann Franz.

## Lehárs Schaffen in der Villa
In dieser Villa hielt er sich im Sommer gerne zum Komponieren auf. Er meinte: „In Ischl habe ich immer die besten Ideen“. Das ist auch an den zehn Lorbeer-Kränzen zu erkennen, die in einem der Zimmer aufgehängt sind. Diese erhielt er, wenn eine seiner Operetten besonders erfolgreich war. Die meisten seiner Operetten entstanden im Großen Arbeitszimmer der Villa.